# Philip Kearny
Philip Kearny Jr. (ur. 2 czerwca 1815, zm. 1 września 1862) – oficer Armii Stanów Zjednoczonych, wyróżniający się w wojnach amerykańsko-meksykańskiej i secesyjnej. Zginął w roku 1862 podczas bitwy pod Chantilly.

## Młodość
Kearny pochodził z zamożnej nowojorskiej rodziny. Jego przodkowie ze strony matki, John i Robert Watts, należeli do najbogatszych obywateli miasta. Ojciec Kearny’ego, absolwent Harvardu, był finansistą i założycielem giełdy nowojorskiej. Kearny od dziecka chciał być żołnierzem, ale po śmierci rodziców wychowaniem chłopca zajął się dziadek, który zdecydował, że ma on zostać prawnikiem. Kearny rozpoczął więc naukę w Columbia College i w roku 1833 otrzymał absolutorium.
W 1836 roku dziadek umarł, zostawiając Kearny’emu ponad milionową fortunę, co zapewniało łatwe i dostatnie życie, ale młody człowiek postanowił zrealizować swe marzenia z dzieciństwa. Wkrótce uzyskał stopień podporucznika kawalerii i przydział do 1. pułku dragonów dowodzonego przez stryja, pułkownika Stephena W. Kearny’ego, którego adiutantem był późniejszy prezydent SSA Jefferson Davis. Pułk został skierowany na zachodnie pogranicze.
W roku 1839 Kearny został wysłany do Francji dla pogłębienia wiedzy z dziedziny taktyki formacji kawaleryjskich. Zaczął od nauki w słynnej szkole kawalerii w Saumur, a następnie szlifował tę wiedzę w polu, w szeregach Chasseurs d'Afrique w Algierii. Kearny znany był w armii amerykańskiej z tego, że do boju ruszał z szablą w prawej i pistoletem w lewej ręce, wodze trzymając zębami, jak to było w stylu szaserów. Jego odwaga spowodowała, że francuscy koledzy nazwali go Kearny Wspaniały (fr. Kearny le Magnifique). Wrócił do Ameryki jesienią roku 1840, by napisać podręcznik dla kawalerzystów na podstawie swych zamorskich doświadczeń.
Wkrótce potem został mianowany aide-de-camp generała Alexandra Macomba, pozostając na tym stanowisku do śmierci przełożonego w czerwcu 1841. Po kilku miesiącach w koszarach kawalerii w Carlisle (Pensylwania), Kearny otrzymał przydział do sztabu generała Winfielda Scotta, również w charakterze adiutanta. W czasie przerwy w pracach sztabowych udał się w roku 1845 z oddziałem stryja na zachód celem zbadania Przełęczy Południowej na szlaku oregońskim.

### Wojna z Meksykiem
Kearny, rozczarowany brakiem możności wykazania się walce, odszedł z armii w roku 1846, ale w kilka miesięcy później, na wieść o wybuchu wojny amerykańsko-meksykańskiej powrócił. Polecono mu sformować i wyćwiczyć w Terre Haute w stanie Indiana Kompanię F dla 1. pułku dragonów. Zaciąg ludzi i zakup 120 jabłkowitych koni pokrył z własnych pieniędzy. Oddział miał stacjonować Rio Grande, ale wkrótce został szwadronem przybocznym gen. Scotta, głównodowodzącego armią w Meksyku. W grudniu otrzymał awans na kapitana.
Kearny i jego ludzie brali udział w bitwach pod Contreras i Churubusco; on sam w ostatnim starciu – prowadzący śmiałą szarżę – został trafiony odłamkiem kartacza w lewe ramię, które trzeba było amputować. Swą odwagą Kearny zaskarbił sobie szacunek zarówno żołnierzy, jak i oficerów. Gen. Winfield Scott nazwał go doskonałym żołnierzem i najdzielniejszym człowiekiem jakiego znałem. Kearny bardzo szybko powrócił do szeregu, a gdy armia – w miesiąc później – zdobyła Meksyk, dostąpił zaszczytu przekroczenia bram miasta jako pierwszy.

### Powrót do Francji
Po wojnie Kearny został skierowany do pracy w biurze rekrutacyjnym armii w Nowym Jorku. Za udział w wojnie został awansowany do stopnia majora, a nowojorski Union Club obdarował go honorową szablą.
Gdy rozpadło się jego małżeństwo, niezadowolony z powolnego procesu awansowego w armii, złożył w październiku 1851 rezygnację, wsiadł na statek i wyruszył w podróż dookoła świata. Zwiedził Chiny, Cejlon, a na koniec ponownie zawitał do Francji. W Paryżu Kearny zakochał się z wzajemnością w Agnes Maxwell z Nowego Jorku, ale nie mógł jej poślubić, ponieważ pierwsza żona nie zgodziła się na rozwód. Po powrocie z Europy, w 1854 roku, Kearny doznał obrażeń w wyniku upadku z konia; zaopiekowała się nim Agnes, która wprowadziła się do jego domu. Gdy wyzdrowiał, Agnes i Philip wyjechali z Nowego Jorku, by uniknąć plotek. Osiedli w nowej posiadłości Kearny’ego, Bellegrove, nad brzegiem rzeki Passaic w dzisiejszym hrabstwie Kearny w New Jersey, bardzo blisko jego starej rodowej siedziby w Newark. W roku 1858 żona ostatecznie zgodziła się na rozwód, po którym Kearny i Agnes wyjechali do Paryża i wzięli ślub.
W 1859 Kearny raz jeszcze ruszył do Francji i dołączył do Chasseurs d’Afrique, którzy właśnie brali udział w wojnie z Austrią we Włoszech. W szeregach Gwardii Cesarskiej Napoleona III walczył pod Solferino, biorąc udział w szarży kawaleryjskiej, która rozerwała austriackie centrum. Za udział w tej szarży został – jako pierwszy Amerykanin w dziejach – udekorowany krzyżem Légion d’honneur.

## Wojna secesyjna
Gdy w roku 1861 w Ameryce wybuchła wojna secesyjna, Kearny wrócił do Stanów Zjednoczonych, gdzie z miejsca otrzymał awans na generała brygadiera i dowództwo Pierwszej Brygady New Jersey, którą umiejętnie wyszkolił. Ze względu na jego kalectwo armia dość długo wahała się, czy przyznać mu stopień wojskowy, ale szok po przegranej I bitwie nad Bull Run przyczynił się do pozytywnej dla Kearny’ego decyzji. Jego brygada, nawet wtedy, gdy odszedł, by dowodzić dywizją, stawała znakomicie, szczególnie podczas bitwy pod Glendale. 30 kwietnia 1862 roku objął dowództwo 3. dywizji III Korpusu. Dowodził tą dywizją w bitwach pod Williamsburgiem i pod Seven Pines. Pod Williamsburgiem, przed wejściem dywizji do bitwy, Kearny stanął przed swymi ludźmi i krzyknął: I’m a one-armed Jersey son-of-a-gun, follow me! (pol. Ja jestem jednoręki s...syn z Jersey, za mną!) i poprowadził szarżę, jak dawniej z szablą w dłoni i cuglami w zębach. Cytowano też jego słowa skierowane do niezbyt chętnie idących do akcji żołnierzy: Don’t worry, men, they’ll all be firing at me! (pol. Nie przejmujcie się chłopcy, oni wszyscy strzelać będą do mnie!). Jego umiejętności i odwaga w czasie kampanii półwyspowej spotkały się z uznaniem żołnierzy i przełożonych z wyjątkiem dowódcy Armii Potomaku, generała majora George B. McClellan, którego rozkazy (szczególnie te nakazujące odwrót) często ignorował. Po bitwie Battle of Malvern Hill, która zakończyła się zwycięstwem unionistów, McClellan zarządził odwrót, na co Kearny napisał:

I, Philip Kearny, an old soldier, enter my solemn protest against this order for retreat. We ought instead of retreating should follow up the enemy and take Richmond. And in full view of all responsible for such declaration, I say to you all, such an order can only be prompted by cowardice or treason.

pol.
Ja, Philip Kearny, stary żołnierz, wyrażam swój stanowczy protest przeciw rozkazowi wycofania się. Zamiast cofać się powinniśmy raczej ścigać nieprzyjaciela i wziąć Richmond. I zdając sobie w pełni sprawę z odpowiedzialności za słowa, mówię wam wszystkim, taki rozkaz może podsunąć tylko tchórzostwo lub zdrada.

Kearny jest uważany za twórcę odznak korpuśnych używanych w US Army. Latem roku 1862 rozkazał, by jego żołnierze przypięli do swych kepi kawałki czerwonego płótna w celu łatwiejszego rozpoznania w czasie bitwy. Szeregowi żołnierze, wśród których Kearny był bardzo popularny, zaraz zaczęli to robić. Ludzie z innych oddziałów szybko podchwycili pomysł, przyjmując inne kolory i kształty insygniów, które po wielu latach przekształciły się w dzisiejsze odznaki naramienne żołnierzy US Army. (Daniel Butterfield uważany jest za tego, który wprowadził pomysł Kearny’ego dla wszystkich korpusów Armii Potomaku i opracował wzory odznak). Kearny został awansowany do stopnia generała majora 4 lipca 1862.

### Śmierć

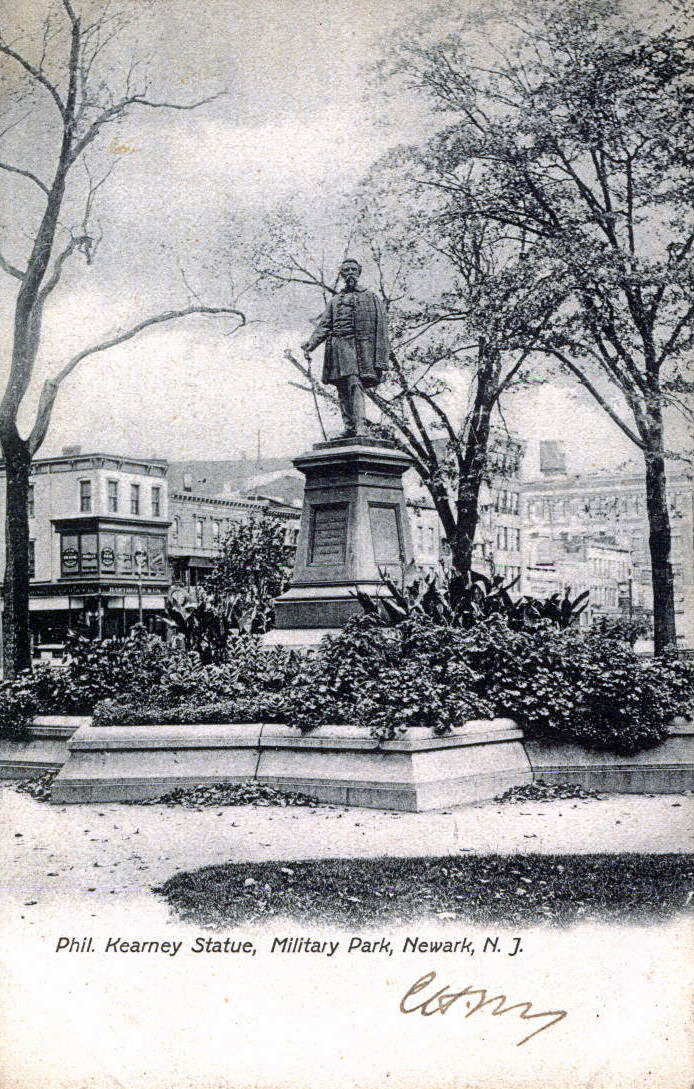
Pomnik w Military Park, Newark

Pod koniec sierpnia 1862 generał Kearny dowodził swą dywizją w tragicznej II bitwie nad Bull Run, w której armia unionistów została niemal zniszczona przez Armię Północnej Wirginii Roberta E. Lee. Wojska unionistów cofały się w stronę Waszyngtonu, odpierając ataki następujących konfederatów. 1 września doszło do starcia pod Chantilly. Podczas gwałtownej burzy z ulewą i wyładowaniami atmosferycznymi. Kearny postanowił sprawdzić, czy nie istnieje wyłom w liniach unionistów. Jednemu ze swych podwładnych, który ostrzegał go przed niebezpieczeństwem, odpowiedział: The Rebel bullet that can kill me has not yet been molded (pol. Rebeliancka kula, która mogłaby mnie zabić, nie została jeszcze odlana). Wjechawszy w ciemnościach pomiędzy oddziały konfederackie Kearny zignorował wezwanie do poddania się i próbował uciekać, gdy pojedyncza kula trafiła w podstawę czaszki, zabijając go na miejscu. Konfederacki generał major A.P. Hill usłyszawszy strzały podbiegł do ciała z latarką i powiedział żołnierzom: You’ve killed Phil Kearny, he deserved a better fate than to die in the mud (pol. Zabiliście Phila Kearny’ego, który zasłużył na lepszy los niż śmierć w błocie). Ciało zabitego zostało odstawione do linii unionistów wraz z listem kondolencyjnym od generała Lee. Jak na ironię, w tym samym mniej więcej czasie po Waszyngtonie krążyły pogłoski, że Abraham Lincoln zamierza zastąpić McClellana nie kim innym, a właśnie Wspaniałym Kearnym.
Kearny został pochowany na cmentarzu przy kościele Świętej Trójcy w Nowym Jorku. W roku 1912 szczątki ekshumowano i przeniesiono na Narodowy Cmentarz w Arlington, gdzie wznosi się jego pomnik, jeden z dwóch konnych pomników w Arlington; inicjatorem przenosin był odznaczony Medalem Honoru Charles F. Hopkins, który służył pod rozkazami Kearny’ego w Pierwszej Brygadzie New Jersey. Pomnik został odsłonięty przez prezydenta Woodrowa Wilsona w listopadzie 1914 roku. Został odnowiony w 1996 przez General Philip Kearny Memorial Committee, organizację niedochodową z New Jersey.

## Upamiętnienia
- Miejscowość Kearny w stanie New Jersey zostało tak nazwane na cześć generała, a jego pomnik wznosi się naprzeciw budynku poczty
- Fort Kearny, w pobliżu Tenleytown, D.C. również został tak nazwany na jego cześć. Był to jeden z fortów stanowiących pierścień obronny Waszyngtonu
- Fort Phil Kearny w Wyoming również wziął nazwę od jego nazwiska, ale istniał zaledwie dwa lata.
- Stan New Jersey jest reprezentowany przez statuę Kearny’ego w National Statuary Hall Collection in the U.S. Capitol
- Pomnki Kearny’ego stoi w Military Park w Newark, New Jersey
- Niewielki pomnik w Ox Hill Battlefield Park przypomina o śmierci Kearny’ego
- „General Philip Kearny Public School” w Filadelfii została zbudowana w roku 1921
- W czasie II wojny światowej, US Navy nazwała statek typu Liberty s/s Philip Kearny
- Kearny Street w San Francisco nosi imię jego stryja Stephena W. Kearny’ego, podobnie jak Kearny Mesa, dzielnica San Diego w Kalifornii